# 北直隶
北直隶，明朝的地理名词，原稱北平，并设北平等处承宣布政使司、北平等处提刑按察使司和北平等处都指挥使司管理。永乐五年起改称北直隶，为八府、二直隶州统称，與南直隸並稱，是明朝南北两大直辖区之一。

## 沿革
- 元代直属于中书省，称为腹里。洪武元年分别设置北平府、保定府、河间府、真定府、顺德府、广平府、大名府。同年北平府、永平路改属山东行中书省，保定府、河间府、真定府、顺德府、广平府、大名府改属河南行中书省；
- 洪武二年，专设北平行中书省。洪武九年，改设北平承宣布政使司。
- 建文元年燕王朱棣起兵，北平承宣布政使司淪陷，惠帝於真定另設平燕承宣布政使司，負責未受燕王控制之保定府、河间府、真定府、顺德府、广平府、大名府政務。
- 永乐元年燕王朱棣入主金陵，于北平府建北京，并称行在；同年裁北平布政使司，所辖直属北京行部，同时北平府更名顺天府。十九年迁都北京，改北京为京师，罢北京行部，所辖各府直属六部，俗称北直隶。
- 洪熙元年，复改京师为北京行在。
- 正统六年，复改北京行在为京师[1]。

## 辖境

### 顺天府
元代为大都路。洪武元年（1368年），改置北平府，同年属山东行省，二年改属北平行省；永乐元年，定为北京，为行在，同年更名顺天府，十九年（1421年），永乐迁都，改北京称京师；洪熙元年（1425年）复称北京行在，正统六年（1441年）复称京师。府城驻大兴县、宛平县（双附郭县）。
- 直辖大兴县、宛平县、良乡县、固安县、永清县、东安县、香河县
  - 通州領三河縣、武清縣、漷縣、寶坻縣
  - 霸州領文安縣、大城縣、保定縣
  - 涿州領房山縣
  - 昌平州領密雲縣、順義縣、懷柔縣
  - 薊州領玉田縣、豐潤縣、遵化縣、平谷縣

### 保定府
元代时为保定路。洪武元年改置保定府，同年属河南行中书省，二年改属北平行中书省。府城驻清苑县。
- 直辖清苑县、满城县、安肃县、定兴县、新城县、雄县、容城县、唐县、庆都县、博野县、蠡县、完县、遂县
  - 祁州領深澤縣、束鹿縣
  - 安州領高陽縣、新安縣
  - 易州領淶水縣

### 河间府
元代为河间路。洪武元年改置河间府，同年属河南行中书省，二年改属行省。府城驻河间县。
- 直辖河间县、献县、阜城县、肃宁县、任丘县、交河县、青县、兴济县、静海县、宁津县
  - 景州領吳橋縣、東光縣
  - 滄州領南皮縣、鹽山縣、慶雲縣

### 真定府
元代时为真定路。洪武元年改置真定府，同年属河南行中书省，二年改属行省。
- 直辖真定县、井陉县、获鹿县、元氏县、灵寿县、藁城县、栾城县、无极县、平山县、阜平县、行唐县
  - 定州領新樂縣、曲陽縣
  - 冀州領南宮縣、新河縣、棗強縣、武邑縣
  - 晋州領安平縣、饒陽縣、武強縣
  - 趙州領柏鄉縣、隆平縣、高邑縣、臨城縣、贊皇縣、寧晉縣
  - 深州領衡水縣

### 顺德府
元代时为顺德路。洪武元年改置顺德府，同年属河南行中书省，二年改属行省。
- 直辖邢台县、沙河县、南和县、任县、内丘县、平乡县、钜鹿县、广宗县、唐山县

### 广平府
元代时为广平路。洪武元年改置广平府，同年属河南行中书省，二年改属行省。今河北省永年區廣府鎮。
- 直辖永年县、曲周县、肥乡县、鸡泽县、广平县、成安县、威县、邯郸县、清河县

### 大名府
元代时为大名路。洪武元年改置大名府，同年属河南行中书省，二年改属行省；三十一年徙治府东八里。
- 直辖元城县、大名县、魏县、南乐县、清丰县、内黄县、濬县、滑县
  - 開州領長垣縣、東明縣

### 永平府
元代时为永平路。洪武元年属山东行省，二年改置平滦府，同年改属行省；四年更名永平府。今河北省盧龍縣（今隸屬於河北秦皇島市）。
- 直辖卢龙县、迁安县、抚宁县、昌黎县
  - 灤州領樂亭縣

### 延庆直隶州
元代时为龙庆州，无倚郭，属大都路。洪武元年改属永平路，三年复改属北平府，后废；永乐十二年于隆庆卫置隆庆直隶州，直属六部；隆庆元年更名延庆直隶州。
- 辖永寧縣

### 保安直隶州
元属上都路顺宁府，洪武四年废，并废倚郭永兴县；永乐十三年于保安卫城复置保安直隶州，直属六部；景泰二年自涿鹿山下徙治东北雷家站。
- 不辖县

## 長官
北直隸直屬京師故無長官，惟前身北平等處承宣布政使司、北平等處提刑按察使司和北平等處都指揮使司均有長官，現按張德信《明代職官年表》於下列出原設北平（左、右）布政使；北平按察使，按《明實錄》列出北平都指揮使。

### 布政使
| 序號         | 姓名       | 上任时间                      | 卸任时间                  |
| 北平布政使   | 北平布政使 | 北平布政使                    | 北平布政使                |
| ------------ | ---------- | ----------------------------- | ------------------------- |
| 1            | 薛祥       | 洪武九年六月 （1376年）       | 洪武十二年 （1379年）     |
| 2            | 朱瑛       | 洪武十二年 （1379年）         | 洪武十四年二月 （1381年） |
| 北平左布政使 |            |                               |                           |
| 2            | 朱瑛       | 洪武十四年二月 （1381年）     | 洪武十四年 （1381年）     |
| 3            | 李彧       | 洪武十四年十二月 （1381年）   | 不詳                      |
| 4            | 顏鈍       | 洪武二十六年十月 （1393年）   | 不詳                      |
| 5            | 徐玉和     | 洪武三十年十二月 （1397年）   | 不詳                      |
| 5            | 張昺       | 洪武三十一年十二月 （1398年） | 建文元年七月 （1399年）   |
| 6            | 郭資       | 建文四年十一月 （1402年）     | 不詳                      |
| 北平右布政使 |            |                               |                           |
| 2            | 彭友直     | 洪武十四年九月 （1381年）     |                           |
| 3            | 申逵       | 洪武二十六年十月 （1393年）   | 不詳                      |
| 4            | 曹昱       | 洪武三十年十二月 （1397年）   | 建文元年五月 （1399年）   |
| -            | 曹昱       | 建文四年八月 （1402年）       | 永樂元年五月 （1403年）   |
| ？           | 岳岫       | 不詳                          | 不詳                      |

### 按察使
| 序號       | 姓名       | 上任时间                    | 卸任时间                |
| 北平按察使 | 北平按察使 | 北平按察使                  | 北平按察使              |
| ---------- | ---------- | --------------------------- | ----------------------- |
| 1          | 王禮       | 洪武二十六年十月 （1393年） | 洪武二十八年 （1395年） |
| 2          | 李瑛       | 洪武二十八年二月 （1395年） | 洪武二十九年 （1396年） |
| 3          | 陳德文     | 洪武二十九年 （1396年）     | 洪武三十年 （1397年）   |
| -          | 李瑛       | 建文元年 （1399年）         | 建文元年五月 （1399年） |
| 4          | 喬穩       | 建文二年 （1400年）         | 永樂元年二月 （1403年） |

### 都指揮使
| 序號         | 姓名         | 上任时间                          | 卸任时间                          |
| 北平都指揮使 | 北平都指揮使 | 北平都指揮使                      | 北平都指揮使                      |
| ------------ | ------------ | --------------------------------- | --------------------------------- |
| 1            | 郭英         | 洪武九年閏九月 （1376年）         | 不詳                              |
| 2            | 潘敬         | 不詳                              | 洪武九年十月 （1376年）           |
| 3            | 周興         | 洪武二十五年三月時在職 （1392年） | 洪武二十五年三月時在職 （1392年） |
| 4            | 袁成         | 洪武二十六年十月 （1393年）       | 不詳                              |
| 5            | 盛熙         | 不詳                              | 洪武二十八年十月 （1395年）       |
| -            | 趙清         | 洪武二十九年四月時在職 （1396年） | 洪武二十九年四月時在職 （1396年） |
| 5            | 謝貴         | 洪武三十一年閏五月 （1398年）     | 不詳                              |
| 6            | 余瑱         | 建文元年七月時在職 （1399年）     | 建文元年七月時在職 （1399年）     |
| 7            | 馬聚         | 洪武三十五年九月 （1402年）       | 不詳                              |
| 8            | 章安         | 永樂元年 （1403年）               | 不詳                              |